# Wallander – Indrivaren
Wallander – Indrivaren är en svensk thriller från 2010. Det är den tolfte filmen i den andra omgången med Krister Henriksson som Kurt Wallander. Detta är den sista filmen där aspiranterna Pontus och Isabelle finns med. Indrivaren släpptes i Sverige på dvd den 16 juni 2010, men visades av BBC redan 12 juni. Emil Forselius sista roll.

## Handling
En kvinna hittas död i sin lägenhet. Wallander konstaterar snabbt att det handlar om ett bråk som har spårat ut och allt pekar mot att det är offrets tidigare pojkvän, dörrvakten Fabian, som är skyldig. Under utredningen upptäcker Pontus att en gammal pojkvän till Isabel är inblandad och att hon bär på en tung hemlighet från sitt förflutna. Hennes framtid som polis står plötsligt på spel samtidigt som hennes lojalitet mot både Pontus och Kurt Wallander ställs på sin spets.

## I rollerna
Återkommande:
- Krister Henriksson - Kommissarie Kurt Wallander
- Lena Endre - Katarina Ahlsell, åklagare
- Mats Bergman - Nyberg, kriminaltekniker
- Douglas Johansson - Martinsson, kriminalinspektör
- Fredrik Gunnarsson - Svartman, polisman
- Marianne Mörck - Ebba, receptionist
- Stina Ekblad - Karin Linder, obducent
- Nina Zanjani - Isabelle, polisassistent
- Sverrir Gudnason - Pontus, polisassistent

I detta avsnitt:
- Henny Åman - Hanna, Katarinas dotter
- Emil Forselius - Patrik
- David Dencik - Leo
- Rafael Edholm - Revera
- Fredrik Hiller - Fabian
- Robin Stegmar- Johan Sköld, ordningsvakt
- Patrik Karlson - Knubbis
- Josefine Tengblad - Therese
- Carlos Fernando - Ystads polis
- Henrik Friberg - Ystads polis